# (6003) 1988 VO1
A (6003) 1988 VO1 a Naprendszer kisbolygóövében található aszteroida. Ueda és Kaneda fedezte fel 1988. november 2-án.